# Napoleão (personagem de Orwell)

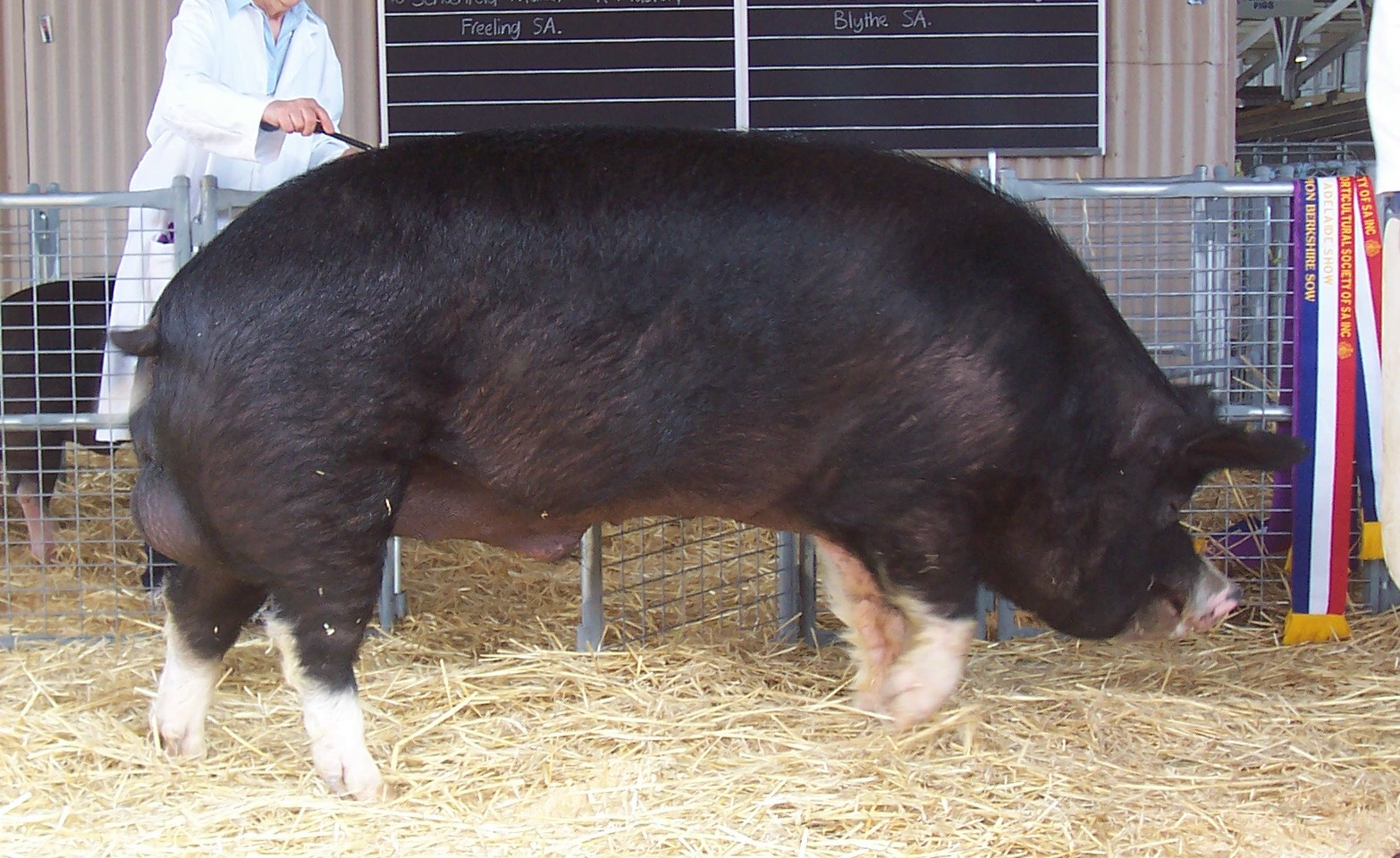
Porco Berkshire, a raça de Napoleão

Napoleão é uma personagem e o principal antagonista do livro Animal Farm (O Triunfo dos Porcos (título em Portugal) ou A Revolução dos Bichos (título no Brasil)) do escritor inglês George Orwell. A personagem é baseada no líder da União Soviética Josef Stalin e deve o seu nome ao imperador francês Napoleão Bonaparte.
Napoleão é o único porco da raça Berkshire na quinta. Depois de todos os animais afugentarem o senhor Jones da quinta, Napoleão expulsa Snowball (que simboliza Leon Trotsky) e torna-se o líder da Quinta dos Animais, acabando por voltar a fazer da Quinta dos Animais uma ditadura.